# Johann George von Schütz
Johann George Schütz, seit 10. Juli 1803 Johann George von Schütz; auch Johann George von Schütze (* 22. Oktober 1733 oder 1736 in Berlin; † 25. November 1809 ebenda) war ein deutscher Beamter.

## Leben
Johann George von Schütz war der Sohn des Schneidermeisters Johann George Schütz (* 1702; † 1758) und dessen Ehefrau Maria Sophia (* 1714), eine Tochter des Küsters Johann George Matthes aus Selchow.
Er studierte an der Universität Frankfurt an der Oder und engagierte sich seit 1768 im Kameralfach.
Am 31. Mai 1770 wurde er zum Geheimen expedierenden Sekretär im Forst-, Bergwerks- u. Hüttendepartement des Generaldirektoriums mit dem Prädikat Kriegsrat ernannt. Er wurde am 29. September 1786 zum Finanzrat im Forstdepartement des Generaldirektoriums bestallt und war dort mit der Bearbeitung der kurmärkischen Forstsachen befasst; seit dem 29. Juni 1792 war er auch gleichzeitig bei der Brennholz-Administration angestellt. Nachdem die zentrale Forstbehörde aufgelöst worden war, erfolgte sein Übergang in das altpreußische Departement.
Johann George von Schütz heiratete am 18. Juni 1772 in Berlin die Witwe des Kaufmanns Charles Louis Bourguet (1725–1770), Esther (* 1743; † 6. Dezember 1815), Tochter des Kaufmanns Jacob Devrient; gemeinsam hatten sie fünf Kinder:
- Wilhelm von Schütz, deutscher Dichter und Essayist;
- Karl August von Schütz,  Provinzialsteuerdirektor in Köln;
- Esther Wilhelmine Henriette von Schütz (* 1779; † 1794);
- Eleonore Sophie Friederike von Schütz (* 1781), verheiratet mit dem Kaufmann Pietsch;
- Johann Georg Ferdinand von Schütz (* 1783; † 31. Mai 1845), geheimer Regierungsrat in Minden.

## Ehrungen und Auszeichnungen
Anlässlich der Huldigung in Hildesheim wurde er, gemeinsam mit seinen Söhnen, am 10. Juli 1803 nobilitiert.